# Richard Westerink
Richard Westerink, född 1979 i Nederländerna, är en nederländsk travtränare och travkusk. Han är verksam i Frankrike, där han har en träningsanläggning i Escalans i Nouvelle-Aquitaine. Hans hemmabana är Hippodrome d'Agen.
Innan Westerink startade sin egen tränarverksamhet, arbetade han först hos travtränare Bas Cerbas i Nederländerna och under början av 2000-talet hos travtränare Tjitse Smeding i sydöstra Frankrike. Westerink startade sin egen tränarverksamhet 2005. Han har tränat fram Frankrikes näst mest vinstrika häst genom tiderna, Timoko. Han har även haft framgångar med Timokos söner Dreammoko och Etonnant.

## Segrar i större lopp

### Grupp 1-lopp
| År   | Lopp                       | Häst     | Kusk              |
| ---- | -------------------------- | -------- | ----------------- |
| 2010 | Prix Albert-Viel           | Timoko   | Richard Westerink |
| 2010 | Critérium des 3 ans        | Timoko   | Richard Westerink |
| 2011 | Critérium Continental      | Timoko   | Richard Westerink |
| 2011 | Prix de Sélection          | Timoko   | Richard Westerink |
| 2013 | Prix de l'Atlantique       | Timoko   | Joseph Verbeeck   |
| 2013 | Grand Critérium de Vitesse | Timoko   | Joseph Verbeeck   |
| 2013 | Grand Prix de Wallonie     | Timoko   | Joseph Verbeeck   |
| 2014 | Elitloppet (2014)          | Timoko   | Björn Goop        |
| 2014 | Kymi Grand Prix            | Timoko   | Björn Goop        |
| 2015 | Prix de France             | Timoko   | Björn Goop        |
| 2015 | Grand Critérium de Vitesse | Timoko   | Björn Goop        |
| 2016 | Grand Critérium de Vitesse | Timoko   | Björn Goop        |
| 2017 | Grand Critérium de Vitesse | Timoko   | Björn Goop        |
| 2017 | Elitloppet (2017)          | Timoko   | Björn Goop        |
| 2021 | Prix de Paris              | Etonnant | Anthony Barrier   |
| 2022 | Grand Critérium de Vitesse | Etonnant | Anthony Barrier   |
| 2022 | Elitloppet (2022)          | Etonnant | Anthony Barrier   |
| 2022 | Grand Prix de Wallonie     | Etonnant | Anthony Barrier   |
| 2023 | Prix de l'Atlantique       | Etonnant | Anthony Barrier   |

### Grupp 2-lopp
| År   | Lopp                                          | Häst      | Kusk               |
| ---- | --------------------------------------------- | --------- | ------------------ |
| 2010 | Prix Piérre Plazen                            | Timoko    | Richard Westerink  |
| 2010 | Prix Abel Bassigny                            | Timoko    | Richard Westerink  |
| 2011 | Prix Éphrem Houel                             | Timoko    | Richard Westerink  |
| 2011 | Prix Phaeton                                  | Timoko    | Richard Westerink  |
| 2013 | Prix de Washington                            | Timoko    | Joseph Verbeeck    |
| 2013 | Grand Prix du Sud-Ouest                       | Timoko    | Joseph Verbeeck    |
| 2013 | Grand Prix du Departement des Alpes-Maritimes | Timoko    | Joseph Verbeeck    |
| 2014 | Prix Kerjacques                               | Timoko    | Björn Goop         |
| 2014 | Grand Prix du Departement des Alpes-Maritimes | Timoko    | Björn Goop         |
| 2016 | Prix Kerjacques                               | Timoko    | Björn Goop         |
| 2016 | Prix de Bourgogne                             | Timoko    | Björn Goop         |
| 2016 | Grand Prix du Sud-Ouest                       | Timoko    | Björn Goop         |
| 2017 | Prix de Washington                            | Timoko    | Björn Goop         |
| 2017 | Grand Prix du Departement des Alpes-Maritimes | Timoko    | Björn Goop         |
| 2017 | Prix Phaeton                                  | Dreammoko | Gabriele Gelormini |
| 2021 | Prix des Ducs de Normandie                    | Etonnant  | Anthony Barrier    |
| 2021 | Prix du Bourbonnais                           | Etonnant  | Anthony Barrier    |
| 2022 | Prix des Ducs de Normandie                    | Etonnant  | Anthony Barrier    |